# 구니노미야 구니요시 왕
구니노미야 구니요시 왕(일본어: 久邇宮邦彦王, 1873년 7월 23일 ~ 1929년 1월 27일)는 일본 제국의 국구이자 쇼와 시대 초기에 활약한 일본 제국의 황족이자 일본 제국 육군 군인이다. 부인은 시마즈 지카코(島津俔子)이며 옛 사쓰마번주 시마즈 다다요시 공작의 딸이다. 딸은 고준 황후이며 쇼와 천황은 구니요시 왕의 사위이다.

## 이력
구니요시 왕은 교토에서 아버지 구니노미야 아사히코 친왕의 셋째 아들로 태어났다. 이후 구니노미야 가문의 후계자로 정해졌다. 가쿠슈인을 거쳐, 사립학교인 도쿄의 세이조 중학에서 공부했다.
아버지 아사히코 친왕이 많은 처첩을 거느렸기 때문에, 난징 대학살의 책임자 중 하나인 아사카노미야 야스히코 왕이나 훗날 일본 수상이 되는 히가시쿠니노미야 나루히코 왕, 그리고 의민태자의 장인인 나시모토노미야 모리마사 왕 등은 모두 그의 배다른 형제이다.
이후 1891년 구니노미야 가를 계승하였고, 1896년 일본 육군사관학교를 나온 그는 육군 소위로 임관하였다. 1897년 육군 중위 진급 이후 고급장교의 출세코스인 육군대학교를 나온 그는 1899년 육군 대위가 되었고 그 후 1904년 러일전쟁이 발발하자 참전하여 육군 소좌로 진급도 하였다.
1907년과 1910년에는 독일 제국에 파견되었다. 그는 항공 전력의 적극 옹호자였으며, 훗날 연합함대 사령장관이 되는 야마모토 이소로쿠의 후원자이기도 하였다.
1913년 소장으로 진급하였고, 이후에도 사단장을 거쳐 1923년 육군 대장에 올랐다. 1928년 타이완의 타이중에서 조선의 독립운동가 조명하가 휘두른 독검에 맞았으나, 목숨을 건졌다.
이듬해 1월, 도쿄에서 아타미의 별장으로 이동한 후에 급성 내장질환으로 사망했다고 발표되었고, 사후 원수로 추증되었다.

## 에피소드
구니요시의 첫째 딸 나가코가 당시 왕세자였던 히로히토의 약혼녀로 내정되어 있었으나, 이 혼인의 파기설과 야마가타 아리토모의 암살설이 나돌기도 하였다. 이를 "궁중모중대사건(宮中某重大事件)"이라고 일컫는다.
발단은 추밀원 의장이자, 원로의 거두였던 야마가타 아리토모가 나가코의 모계인 시마즈씨에 색맹유전자가 있다는 것을 원래 전 육군 군의총감인 이시쿠로 다다노리에게 들었다고 주장한 데에서 시작되었다. 또한 나가코의 오빠였던 아사아키라가 가쿠슈인에 재학 중 신체 검사때 색약이 의심된다고 진단된 정보를 입수하여, 사이온지 긴모치 등의 원로들과 함께 천황가에 열성 유전자가 섞여서는 안된다는 것에 동의했다. 이들은 구니노미야의 혼약을 파기하려고 했다. 의사들은 나가코가 색맹이 아님을 확인했지만, 색맹 유전자를 보유했기 때문에 황실에 유전될 가능성이 있다고 진단했다.
야마가타는 이런 진단을 듣고 구니요시에게 약혼을 파기하라고 협박했으나, 구니요시는 다이쇼 천황의 황후 데이메이 황후에게 달려가 이를 일러바쳤다. 궁내성은 1921년 "나가코를 황태자비로 내정한 것에 관하여 세정에 이런저런 소문이 돌지만, 어명에는 어떤 변경도 없다"고 발표하였다.
궁내성이 이를 발표했을 때는, 과격파가 야마가타와 당시 수상인 하라 다카시, 그밖의 황족을 암살하려 한다는 소문이 돌아서, 야마가타가 사건이 터지기 전에 이의 해결을 도모한 것이라고 한다.
그러나 이는 보도 금지가 되었고, 신문은 단지 "궁중모중대사건"이라고 보도하여 진상이 밝혀지지 않아서, 세간에 이런저런 억측을 낳기도 하였다.
그는 천황의 장인이 된 다음에는 황궁에 자주 출입하였고, 황실에 많은 자금 지원을 졸라대었다. 그리하여 사저의 수리비를 지불하려고 황실에 거액을 청구하여, 일본 황실의 맏어른 격인 데이메이 황후가 이에 대해 화를 내기도 하였다.